# Jose Ando
Jose Ando (安堂 ホセ), né à Tokyo en 1994, est un romancier japonais.

## Biographie
D’origine afro-asiatique, Jose Ando a grandi à Tokyooù il est né.
Il remporte le Prix Bungei en 2022 pour son premier roman, Juste Jackson. Ce même roman lui vaut d'être sélectionné pour le prix Akutagawa. Il est à nouveau sélectionné pour ce prix pour son deuxième livre, L'Homme-camouflage. Il est nommé deux fois pour le Prix Noma du nouveau venu littéraire, d'abord pour L'Homme Camouflage en 2023, puis pour DTOPIA l'année suivante. Ce dernier  remporte le prix Akutagawa en janvier 2025.
Ses autrices préférées incluent Mieko Kawakami, qui l'a réconcilié avec la lecture, Natsuko Kuroda, Yoko Tawada et Rieko Matsuura. Toutefois, il ne se reconnaît pas dans la littérature japonaise car les personnages issus de minorités y sont, selon lui, souvent représentés en marginaux.

## Thèmes
Des métis sont toujours présents dans les romans d'Ando, et il souhaite présenter de façon positive des personnages issus de minorités.

## Œuvres
- 2022 : ジャクソンひとり (Jakkuson hitori)  (ISBN 978-4-309-03084-5)
  - traduction française : Juste Jackson, Fayard, janvier 2024
- 2023 : 迷彩色の男 (Meisai-iro no otoko)  (ISBN 978-4-309-03141-5)
  - traduction française : L'Homme Camouflage, Fayard, janvier 2025
- 2024 : DTOPIA  (ISBN 978-4-309-03928-2)